# إم.باير
إم.باير ((هانغل: 엠파이어; تلفظ 'إمباير')), هي فرقة آيدول من كوريا الجنوبية بسبعة أعضاء، تحت إدارة سي إم جي تشوروك ستارز. والأعضاء هم: Taehee، Yooseung، Lumin، Haru، Red، T.O، و Jerry. الفرقة ظهرت في 1 أغسطس، 2013 بستة أعضاء. والعضو Lumin، كان يعرف في سابق بي LeeU من  إف.كوز, إنضم إلى الفرقة في أكتوبر 2013.
الاسم 'M.Pire' يتركب من الكلمتين 'music' و 'vampire' .

## روابط خارجية
- إم.باير على موقع ميوزك برينز (الإنجليزية)
- CMG Chorok Stars Web Page